# Polymyxa betae
Espèce
Polymyxa betae est une espèce de cercozoaires de la famille des Plasmodiophoridae.
Ce pseudo-champignon, qui peut survivre dans le sol pendant plusieurs décennies, est le vecteur de plusieurs phytovirus, dont   le virus des nervures jaunes nécrotiques de la betterave (BNYVV, Beet necrotic yellow vein virus), qui est l'agent pathogène de la rhizomanie de la betterave.